# Martin Gutteridge
Martin Roy Gutteridge (* April 1939 in London) ist ein britischer Spezialeffektkünstler. Gutteridge war vor allem auf Miniatureffekte spezialisiert.

## Leben
Der in London geborene Gutteridge begann seine Karriere in der Filmbranche Mitte der 1950er Jahre im Alter von 16 Jahren mit der Arbeit an Spezialeffekten für das Unternehmen Trading Post. Er blieb dort bis Ende der 1950er Jahre tätig und absolvierte dann seinen zweijährigen Wehrdienst. Ab 1962 folgten ungenannte Arbeiten als Spezialeffektkünstler an Filmen wie Rebellion, Das Netz und Lawrence von Arabien.
1971 gründete er mit drei Kollegen das in den Pinewood Studios ansässige Unternehmen Effects Associates Ltd. Das Unternehmen arbeitete in den ersten sechs Jahren vor allem für Produktionen der British Broadcasting Corporation (BBC). 1999 verkaufte Gutteridge Effects Associate für ca. 3 Millionen US-Dollar an den Wettbewerber Cinesite Inc. Gutteridge leitete dort zunächst weiter das Tagesgeschäft und berichtete an den Cinesite-Europe-Geschäftsführer Colin Brown.
Mitte der 2000er Jahre zog er sich von der Arbeit beim Film zurück. Sein Schaffen für Film und Fernsehen umfasst über 90 Produktionen.
Für seine Arbeit an der Musical-Verfilmung Der kleine Horrorladen wurde Gutteridge bei der Oscarverleihung 1987 gemeinsam mit Lyle Conway und Bran Ferren für den Oscar in der Kategorie Beste visuelle Effekte nominiert. Diese Arbeit brachte Gutteridge, Ferren, Lyle Conway und Richard Conway außerdem bei den British Academy Film Awards 1988 eine Nominierung in der Kategorie Beste visuelle Effekte ein. Für die Spezialeffekte der Miniserie Feuersturm und Asche wurde Gutteridge zusammen mit acht weiteren Spezialeffektkünstlern 1989 mit dem Primetime Emmy in der Kategorie Outstanding Achievement In Special Visual Effects ausgezeichnet. 1991 und 2001 folgten weitere Emmy-Nominierungen für seine Arbeiten in Seeschlacht vor Virginia und Hornblower.
Gutteridge ist seit 1961 mit Evelyn Mary Larrington verheiratet, mit der er zwei Kinder hat.

## Filmografie
- 1962: Rebellion (H.M.S. Defiant)
- 1962: Das Netz (A Prize of Arms)
- 1962: Lawrence von Arabien (Lawrence of Arabia)
- 1964: Raubzug der Wikinger (The Long Ships)
- 1964: Ist ja irre – Agenten auf dem Pulverfaß (Carry on Spying)
- 1965: Geheimaktion Crossbow (Operation Crossbow)
- 1965: Kennwort „Schweres Wasser“ (The Heroes of Telemark)
- 1966: Khartoum
- 1967: Brennender Tod (Night of the Big Heat)
- 1967: Die Herrin von Thornhill (Far from the Madding Crowd)
- 1967: Das total verrückte Krankenhaus (Carry on Doctor)
- 1970: Als Dinosaurier die Erde beherrschten (When Dinosaurs Ruled the Earth)
- 1971: Das Wiegenlied der Verdammten (Murphy‘s War)
- 1972: Der Rattenfänger von Hameln (The Pied Piper)
- 1973: Theater des Grauens (Theatre of Blood)
- 1976: Der Adler ist gelandet (The Eagle Has Landed)
- 1977: Dad’s Army (Fernsehserie, 4 Episoden)
- 1977: Operation Foxbat (狐蝠)
- 1978: Jubilee
- 1979: Das tödliche Dreieck (Hanover Street)
- 1979: S.O.S. Titanic (Fernsehfilm)
- 1980: Der Elefantenmensch (The Elephant Man)
- 1980: Hawk – Hüter des magischen Schwertes (Hawk the Slayer)
- 1981: Memoiren einer Überlebenden (Memoirs of a Survivor)
- 1981: Das Condor-Komplott (Green Ice)
- 1981: American Werewolf (An American Werewolf in London)
- 1982: Victor/Victoria
- 1982: Schatten der Vergangenheit (The Return of the Soldier)
- 1982: Pink Floyd – The Wall
- 1982: Das tödliche Patt (Harry‘s Game, Miniserie, 3 Episoden)
- 1983: Der Feuersturm (The Winds of War, Miniserie, 3 Episoden)
- 1983: Begierde (The Hunger)
- 1983: Jamaica Inn (Fernsehfilm)
- 1983: Superman III – Der stählerne Blitz (Superman III)
- 1984: 100 Karat (Master of the Game, Miniserie)
- 1984: Lace (Miniserie, 2 Episoden)
- 1984: Amadeus
- 1984: Auf Messers Schneide (The Razor’s Edge)
- 1984: Charles Dickens’ Weihnachtsgeschichte (A Christmas Carol, Fernsehfilm)
- 1985: Mord mit doppeltem Boden (Murder with Mirrors, Fernsehfilm)
- 1985: Space – Der Mensch greift nach den Sternen (Space, Miniserie, 2 Episoden)
- 1985: Jenny’s War (Miniserie, 4 Episoden)
- 1985: Eine demanzipierte Frau (Plenty)
- 1985: Lime Street (Fernsehserie, 1 Episode)
- 1985: Button – Im Sumpf der Atommafia (Defence of the Realm)
- 1985: White Nights – Die Nacht der Entscheidung (White Nights)
- 1985: Santa Claus (Santa Claus: The Movie)
- 1985: Zimmer mit Aussicht (A Room with a View)
- 1986: Highlander – Es kann nur einen geben (Highlander)
- 1986: Mona Lisa
- 1986: Op hoop van zegen
- 1986: The Last Days of Patton (Fernsehfilm)
- 1986: Rebellion der Rechtlosen (Comrades)
- 1986: Der kleine Horrorladen (Little Shop of Horrors)
- 1987: Das dreckige Dutzend Teil 3 – Die tödliche Mission (Dirty Dozen: The Deadly Mission, Fernsehfilm)
- 1987: Withnail & I
- 1987: Hope and Glory
- 1988: Verfluchtes Amsterdam (Amsterdamned)
- 1988: Das dreckige Dutzend – The Fatal Mission (The Dirty Dozen: The Fatal Mission, Fernsehfilm)
- 1988: Codename: Kyril (Miniserie, 4 Episoden)
- 1988: Feuersturm und Asche (War and Remembrance, Miniserie, 5 Episoden)
- 1990: Hotel zur Unsterblichkeit (Wings of Fame)
- 1990: Der Regenbogendieb (The Rainbow Thief)
- 1991: King Ralph
- 1991: Der Kuß vor dem Tode (A Kiss Before Dying)
- 1991: Seeschlacht vor Virginia (Ironclads, Fernsehfilm)
- 1992: Bitter Moon
- 1992: Orlando
- 1993: Vier Dinos in New York (We’re Back! A Dinosaur's Story)
- 1994: Interview mit einem Vampir (Interview with the Vampire: The Vampire Chronicles)
- 1994: Scarlett (Miniserie, 4 Episoden)
- 1995: Die Piratenbraut (Cutthroat Island)
- 1995: Flodder Forever (Flodder 3)
- 1996: Jane Eyre
- 1996: Was ihr wollt (Twelfth Night)
- 1997: Verborgenes Feuer (Firelight)
- 1997: Projekt: Peacemaker (The Peacemaker)
- 1998–2003: Hornblower (Fernsehserie, 7 Episoden)
- 1999: Captain Jack
- 1999: Das Geisterschloss (The Haunting)
- 2001: Enigma – Das Geheimnis (Enigma)
- 2001: Very Annie Mary
- 2001: Kiss Kiss (Bang Bang)